# County Offaly
County Offaly (Iers: Contae Uíbh Fhailí) is een graafschap in Ierland. Het werd gevormd bij een van de Engelse volksplantingen in Ierland onder het bewind van Maria I van Engeland, die het King's County ("Graafschap van de Koning") noemde, naar Filips II van Spanje. Het heeft een oppervlakte van 1999km² en een inwoneraantal van 76.687 (2011).
In het zuidelijke deel van het graafschap light de Slieve Bloom-heuvelrij. Het noordwestelijke gedeelte is het stroomgebied van de rivier de Shannon. De rest bestaat uit veel moerasgebieden, waaronder Bog of Allen en Boora Bog, waar door de regering nog steeds turf wordt gewonnen.
De hoofdstad van het graafschap is Tullamore. Andere belangrijke plaatsen zijn Birr en Clonmacnois (met de grootste abdijruïnes in Ierland).
Op Ierse nummerplaten wordt het graafschap afgekort tot OY.

## Plaatsen
| Engels        | Iers                   | Inwoners |
| ------------- | ---------------------- | -------- |
| Banagher      | Beannchar              | 1.907    |
| Birr          | Biorra                 | 5.741    |
| Daingean      | An Daingean            | 1.223    |
| Edenderry     | Eadán Doire            | 7.888    |
| Ferbane       | Féar Bán               | 1.324    |
| Geashill      | Géisill                | 395      |
| Kilcormac     | Cill Chormaic          | 935      |
| Kinnitty      | Ceann Eitigh           | 381      |
| Moneygall     | Muine Gall             | 374      |
| Pollagh       | Pollach                | 227      |
| Shannonbridge | Droichead na Sionainne | 175      |
| Tullamore     | Tulach Mhór            | 15.598   |